# Рома (футбольний клуб)
Спортивна асоціація «Ро́ма» (італ. Associazione Sportiva Roma) — італійський професійний футбольний клуб з Рима. Заснована шляхом злиття в 1927 році, «Рома» брала участь у вищому рівні італійського футболу протягом усього свого існування, за винятком сезону 1951-52. «Рома» тричі вигравала Серію A, у сезонах 1941–42, 1982–83 та 2000–01, а також дев'ять титулів Кубка Італії та два титули Суперкубка Італії. У європейських змаганнях «Рома» виграла Кубок ярмарків у сезоні 1960–61 та Лігу конференцій УЄФА у сезоні 2021–22, а також була фіналістом Кубка європейських чемпіонів 1983–84, Кубка УЄФА 1990—1991 та Ліги Європи УЄФА 2022—2023.
Шістнадцять гравців вигравали Чемпіонат світу, граючи за «Рому»: Аттіліо Ферраріс й Енріке Гвайта (1934); Гвідо Мазетті й Еральдо Мондзельйо (1934 і 1938); Альдо Донаті та П'єтро Серантоні (1938); Бруно Конті (1982); Руді Феллер і Томас Бертольд (1990); Алдаїр (1994); Венсан Кандела (1998); Кафу (2002); Даніеле Де Россі, Сімоне Перротта та Франческо Тотті (2006); Пауло Дибала (2022).
З 1953 року «Рома» грає домашні матчі на стадіоні «Олімпійському», місці, яке клуб поділяє з міським суперником «Лаціо». З місткістю у 70 634 глядачів є другим за величиною стадіоном в Італії після «Сан-Сіро». Клуб планує переїхати на новий стадіон, але його ще не почали будувати. «Рома» та «Лаціо» мають сильне локальне суперництво — «Римське дербі».
Кольори клубу — карміново-червоний і золотисто-жовтий, завдяки чому «Рома» отримала прізвисько «жовто-червоні» (італ. I Giallorossi). На футбольній формі ці кольори часто поєднували з білими шортами. На значку клубу зображена вовчиця, що є натяком на міф про заснування Рима.

## Історія

### Заснування і перші сезони

Структура створення «Роми».

Спортивна асоціація «Рома» була утворена 7 червня 1927 року (22 липня 1927 року — дата першої офіційної згадки, або день «першого наказу») в результаті об'єднання трьох римських команд: ФК «Роман», «Альба-Аудаче» і «Фортітудо-Про Рома» (спочатку команд було п'ять — «Роман», «Альба», «Аудаче», «Фортітудо» та «Про Рома»). Подібні злиття і перейменування відбувалися по всій Італії під час фашистського режиму з метою спростити географію футболу у великих містах, а також підвищити серед народу популярність і важливість місцевих команд. Ініціатором появи «Роми» і першим її президентом був секретар римської федерації фашистської партії Італо Фоскі, який бажав створити в Вічному місті клуб, здатний боротися з гегемонією північноіталійських команд — «Дженоа», «Торіно», «Ювентусом», «Інтернаціонале» та «Болоньєю». Уникнути злиття вдалося кільком столичним клубам, найбільш відомим з яких є «Лаціо», завдяки зусиллям її віце-президента генерала міліції Джорджіо Ваккаро. Крім того, можна згадати і «Трастевере», що в той час грав у третьому регіональному дивізіоні, а пізніше став однієї з футбольних колисок майбутньої легенди «Роми» Франческо Тотті. Емблемою новоствореної команди стала Капітолійська вовчиця — символ Риму, а кольорами — червоно-жовті кольори клубу «Роман».

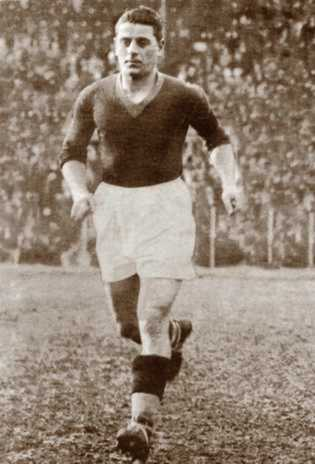
Аттіліо Ферраріс — перший капітан «Роми» (1927—1934)

Перший матч «Рома» зіграла на «Мотовелодромо Аппіо» 17 липня 1927 року проти віце-чемпіона Угорщини «Уйпешта» і виграла з рахунком 2:1.
«Рома» дебютувала у чемпіонаті Італії в сезоні 1927/28. Свій перший офіційний матч «джалороссі» провели 25 вересня 1927 року, суперником був «Ліворно», римляни здобули перемогу з рахунком 2:0. Зайнявши у своїй підгрупі B 8-е місце з 11-ти команд і не пробившись у фінальний турнір, римська команда стала учасником втішного турніру — кубка КОНІ, де спочатку виграла свою підгрупу, а потім у фіналі в переграванні на нейтральному полі у Флоренції в додатковий час здолала «Модену» — 2:1. В наступному сезоні 1928/29 «Рома» у підгрупі A розділила третю позицію з «Алессандрією», але за новою формулою турніру тільки переможці підгруп отримували право грати у фіналі.
Зате цього з лишком вистачило для того, щоб потрапити на наступний сезон в засновану Серію А, об'єднаний чемпіонат без поділу на підгрупи. Таким чином, починаючи з моменту утворення, «Рома» стала регулярним учасником головного італійського футбольного турніру, пропустивши лише один сезон (1951/52) за більш ніж 80 років його існування. Вже в наступному сезоні 1930/31 «джалороссі» фінішували на другому місці, пропустивши вперед лише «Ювентус», і вперше вийшли в міжнародний турнір — Кубок Мітропи. Вже тоді «Рома» показувала іскрометний футбол, забивши в 34 матчах 87 голів — здавалося, «вічний» абсолютний рекорд клубу, побитий лише в сезоні 2016/17 (але вже у 38 іграх). Кращими гравцями цього періоду в «Ромі» були капітан Аттіліо Ферраріс, а також Гвідо Мазетті, Фульвіо Бернардіні і Родольфо Волк (перший гравець клубу, який став найкращим бомбардиром Серії А у 1931-му році з 29 забитими м'ячами). Крім того у команди було два фінали Кубка Італії (1937, 1941). Загалом у довоєнний час «Рома» лише раз опускалася за межі першої десятки — в сезоні, що передував першого чемпіонства.

### Перше чемпіонство і повоєнні невдачі

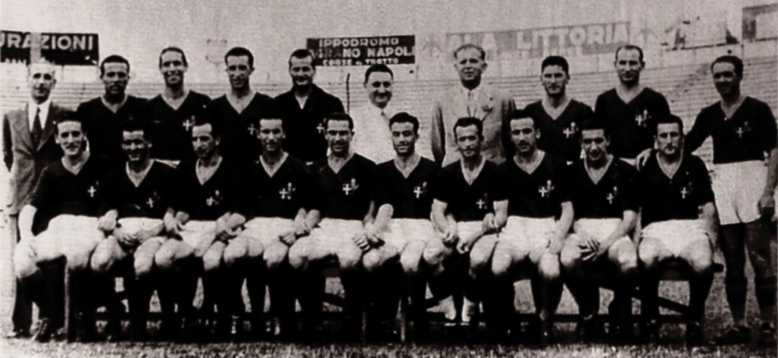
«Рома» у першому чемпіонському сезоні 1941/42

Під керівництвом Луїджі Барбезіно, римський клуб був близький до свого першого титулу в сезоні 1935/36, відставши всього на одне очко від «Болоньї». Перемоги ж у Серії А «Рома» досягла в сезоні 1941/42 під проводом Альфреда Шаффера, коли в Європі тривала Друга світова війна. Найкращим бомбардиром команди став місцевий вихованець Амадео Амадеї. На гребені успіху Шеффер покинув команду, і наступний сезон «Рома» завершила на 9-му місці.
З 1943 по 1946 роки чемпіонат в Серії А не проводився, оскільки військові дії перемістилися на територію Італії. Після відновлення Серії А місце команди в ній сумніву не піддавалося, проте «Рома» опустилася в нижню частину турнірної таблиці і зрештою вилетіла із Серії А в сезоні 1950/51. У наступному сезоні римляни під проводом Джузеппе Віані посіли перше місце в Серії В і повернулись в Серію А. Сезон длосі 1951/52 залишається єдиним, який «Рома» провела в Серії В. Пізніше, в 1953 році, «Рома» остаточно переїхала на стадіо «Олімпіко», як на свою домашню арену.

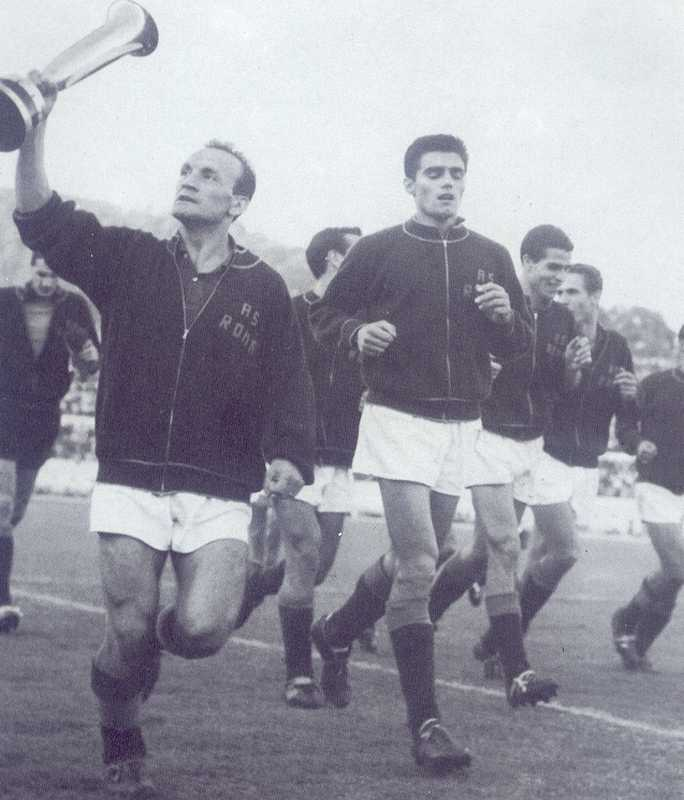
Джакомо Лозі з Кубком ярмарків після перемоги у турнірі 1960/61

Після повернення в Серію А, «Рома» закріпилася у верхній частині таблиці, ведена такими гравцями як Еджисто Пандольфіні, Діно да Коста і данець Хельге Броне. Найуспішнішим став сезон 1954/55, в якому «джалороссі» під керівництвом англійця Джесса Карвера посіли третє місце, пропустивши вперед «Мілан» та «Удінезе». У сезоні 1960/61 «Рома» виграла свій перший єврокубок — Кубок ярмарків (попередник Кубка УЄФА), обігравши в фіналі «Бірмінгем Сіті» (2:2 на виїзді і 2:0 вдома).
Через кілька років «Рома» виграла свій перший Кубок Італії в сезоні 1963/64, перегравши у фіналі «Торіно» — перший матч завершився з рахунком 0:0, а в переграванні сильнішими були «вовки» 1:0.
Під час сезону 1964/65 тренер Хуан Карлос Лоренсо заявив, що клуб не в змозі платити своїм гравцям і навряд чи зможе дозволити собі вирушити на наступну гру в Віченцу. Вболівальники підтримали клуб, збираючи пожертви на користь клубу. Банкрутства вдалося уникнути з обранням нового президента клубу Франка Еванджелісті.

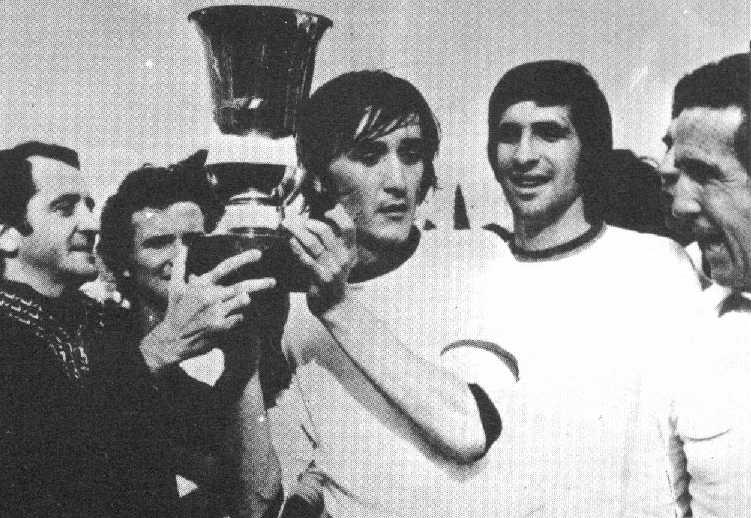
Франко Кордова піднімає Англо-італійський кубок 1972 року.

У сезоні 1968/69 був виграний другий Кубок Італії, а на наступний рік і третій. Джакомо Лозі встановив в 1969 році клубний рекорд за кількістю виступів у всіх змаганнях — 450 матчів, цей рекорд протримався 38 років, поки в 2007 році його не побив Франческо Тотті.
Сімдесяті пройшли відносно спокійно, хоча два трофеї «Рома» взяла — Англо-італійський кубок 1972 року і Кубку Італії 1980 року. Також після поїздки в США на товариський матч проти нью-йоркського «Космосу» в 1978, в клубі з'явився відділ маркетингу і був створений новий логотип: чорний силует голови вовчиці з червоним оком. Необхідність в новому логотипі виникла через бажання створити власний бренд і неможливості реєстрації в якості товарного знака Капітолійської вовчиці.

### Друге чемпіонство, 90-ті роки
Початок нової успішної сторінки в історії «Роми» ознаменувала перемогою в Кубку Італії 1979/80, де у фіналі по пенальті був обіграний «Торіно». У сезоні 1980/81 «джалороссі» зупинились в кроці від першого місця, пропустивши вперед «Ювентус», на наступний рік команда зайняла третє місце позаду «Ювентуса» та «Фіорентини». Тренером на той час був колишній гравець «Мілана» Нільс Лідхольм, під керівництвом якого грали такі майстри, як Бруно Конті, Агостіно Ді Бартоломеї, Роберто Пруццо і Фалькао.
На наступний рік, в сезоні 1982/83, «Рома» виграла титул вперше за 41 рік. Наступний сезон «Рома» завершила на другому місці і виграла Кубок Італії. Крім того команда дійшла до фіналу Кубка чемпіонів. Фінал з «Ліверпулем», який проходив на стадіоні «вовків», закінчився внічию 1:1 (у «Роми» відзначився Пруццо), але в серії пенальті точнішими виявилися англійці. Успіхи «Роми» 1980-х років закінчилися зайнятим другим місцем у чемпіонаті у сезоні 1985/86 і перемогою в Кубку Італії в тому ж сезоні, де у фіналі була обіграна «Сампдорія» — 3:2.
Після цього почалося зниження результатів у лізі, одним з небагатьох успіхів було третє місце в сезоні 1987/88. У 1991 році «Рома» дійшла до фіналу Кубка УЄФА, де програла в італійському фіналі «Інтеру» — 1:2. У тому ж сезоні клуб виграв свій сьомий Кубок Італії і поступився «Сампдорії» в Суперкубку. У 1993 році власником клубу став Франко Сенсі. До кінця десятиліття «Рома» не мала високих досягнень, найкращим результатом було четверте місце в сезоні 1997/98. На початку 1990-х в команді з'явився вихованець клубу нападник Франческо Тотті, який став знаковою фігурою команди.

### Нове тисячоліття

«Рома» в чемпіонському сезоні 2000/01.

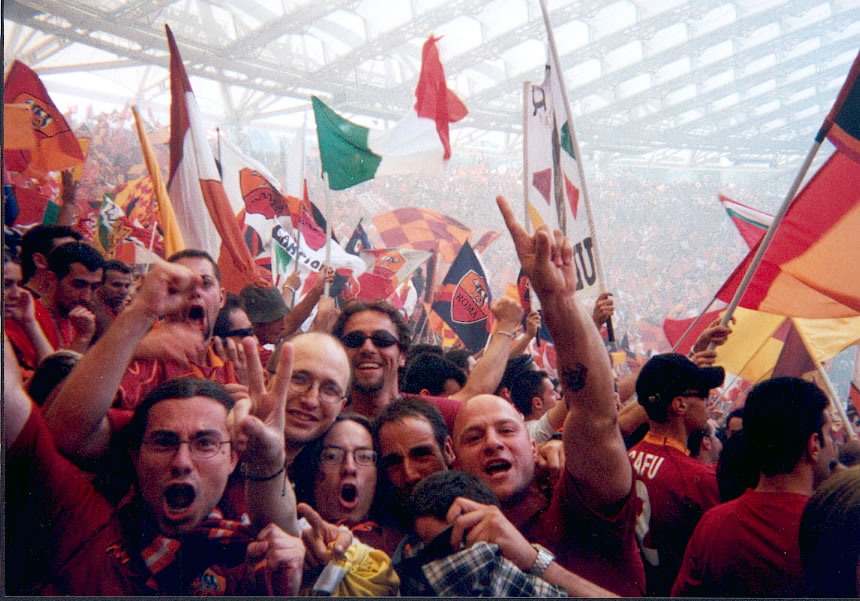
Вболівальники «Роми» святкують зобуття третього скудетто після перемоги в останньому турі над «Пармою» 17 червня 2001 року.

«Рома» повернула втрачені позиції в 2000-х, почавши десятиліття з виграшу свого третього скудетто в сезоні 2000/01 під проводом Фабіо Капелло. Доля чемпіонату була вирішена лише в останньому турі — 17 червня 2001 року перемігши «Парму» 3:1, «Рома» випередила «Ювентус» на 2 очки. Капітан команди Франческо Тотті став одним з головних героїв в історії клубу, побивши кілька рекордів. Інші важливі гравці цього періоду — Алдаїр, Кафу, Габріель Батістута і Вінченцо Монтелла.
«Джалороссі» намагалися захистити титул в наступному сезоні, але закінчили його на другому місці, поступившись «Ювентусу» одним очком. Після цього «Рома» протягом 2000-х не раз зупинялася за крок від трофеїв. Вона програла «Мілану» 4:2 у фіналі Кубка Італії 2002/03 і поступилася «Мілану» в чемпіонаті, знову зайнявши друге місце, в сезоні 2003/04.
З переходом Капелло в «Ювентус» в стані «джалороссі» почалася справжня чехарда з участю тренерів клубу. Чезаре Пранделлі на початку сезону 2004/05 залишив «Рому» за сімейними обставинами. Керівництво клубу в екстреному порядку призначило німецького фахівця Руді Феллера, який встиг пограти за «джалороссі» коли був футболістом. Правда, і йому не вдалося затриматися надовго — вже через місяць він був звільнений. Незабаром «Рома» оголосила про запрошення на пост головного тренера Луїджі Дельнері, що став вже третім запрошеним тренером за рік, однак дель Нері не протримався біля керма команди і півроку. Четвертим фахівцем був призначений Бруно Конті, який присвятив римському клубу багато років — після завершення ігрової кар'єри Конті був призначений тренером молодіжних команд «Роми».

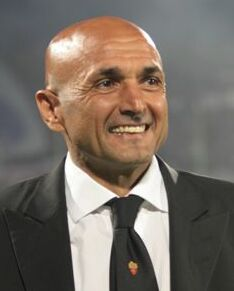
Лучано Спаллетті тренер «Роми» з 2005 по 2009 і з 2016 по 2017 роки

У наступному сезоні новий тренер римлян Лучано Спаллетті привів команду до п'ятого місця, яке незабаром, після корупційного скандалу в італійському футболі в 2006 році перетворилося на друге місце в сезоні 2005/06, дозволивши на наступний рік брати участь у Лізі чемпіонів (звідки команда вилетіла в ¼ фіналу, програвши «Манчестер Юнайтед», що розгромив «Рому» на «Олд Траффорд» з рахунком 7:1). У тому ж сезоні у фіналі Кубка Італії клуб програв «Інтернаціонале». У наступні кілька сезонів «джалороссі» зміцнили свої позиції у верхній частині турнірної таблиці Серії А, двічі виграли Кубок Італії, а сам Спаллетті був визнаний найкращим тренером країни. Незважаючи на відсутність трофеїв, це десятиліття безумовно є кращим в історії римлян. У 2008 році після смерті Франко Сенсі президентом «Роми» стала його донька Розелла Сенсі.
На четвертий рік свого перебування в «Ромі» Спаллетті провалив початок сезону і був звільнений. Рятувати становище римського клубу був викликаний екс-наставник «Ювентуса» Клаудіо Раньєрі. Він повернув команду в зону єврокубків, а в кінці сезону і зовсім ледь не випередив «Інтер», який у підсумку і став володарем скудетто. Клуб продовжив контракт з Раньєрі до 2013 року. 8 липня 2010 року Розелла Сенсі у зв'язку з фінансовим становищем вирішила продати клуб за 325 млн євро. У числі покупців, в основному були три сторони: 1) Американські бізнесмени. 2) Арабські шейхи. 3) Ім'я третього можливого покупця не розголошується у зв'язку з побажанням самого покупця. (За деякими даними це були бізнесмени з самої Італії)

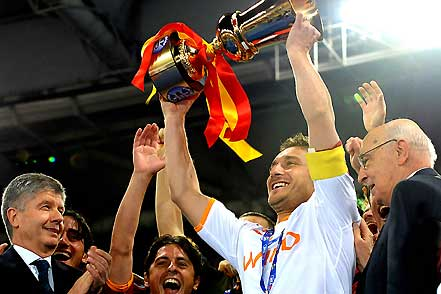
Легендарний капітан команди Франческо Тотті підіймає Кубок Італії після перемоги у сезоні 2007/08.

У 2011 році Розелла Сенсі подала у відставку і команду купили американські акціонери на чолі з Томасом Ді Бенедетто який і став новим президентом. Новий власник сплатив борги команди і виділив гроші на інфраструктуру і трансфери команди. Раньєрі був звільнений в кінці лютого 2011 року, коли «Рома» втратила перемогу в гостьовому поєдинку проти «Дженоа», ведучи по ходу матчу 3:0. До кінця року тренером «Роми» став Вінченцо Монтелла — один з кращих бомбардирів клубу за всю його історію, проте незабаром він пішов в «Катанію».
По закінченні сезону новим тренером стає Луїс Енріке. Команда зробила ставку на молодих гравців (Ерік Ламела, Фабіо Боріні та ін) і продала ветеранів команди (Лука Тоні, Богдан Лобонц). При Луїсі Енріке команда зайняла катастрофічне для останніх років 7 місце і не потрапила в єврокубки. Команда програла у Лізі Європи словацькому «Словану». Сезон закінчився для команди повним провалом.
Після невдалих виступів команди іспанського тренера звільнили і новим тренером став Зденек Земан, який раніше керував командою в 1997-99 роках. Команда зберегла свій курс виховання молодих гравців. Керівництво оголосило про будівництво нового стадіону. У зв'язку з зайнятістю нового президента і не можливістю прямого спостереження за справами клубу, новим президентом призначається інший господар клубу Джеймс Паллотта.
Земан налагодив гру в атаці, забуваючи про оборону. «Рома» показувала невиразний футбол, з великою кількістю голів як у ворота суперника так і в свої ворота. Команда стала самою забивною в Італії і однією з таких у Європі. Після 22 туру «Рома» опустилась на 8-е місце. Вирішувалось питання про відставку Земана, але керівництво дало тренеру останній шанс. У 23 турі «Рома» зазнала чергової поразки на своєму полі від «Кальярі», пропустивши при цьому чотири м'ячі і керівництво розірвало контракт з Земаном. Новим тренером до кінця сезону став Ауреліо Андреадзолі, який кілька років працював помічником головних тренерів з 2005 року.

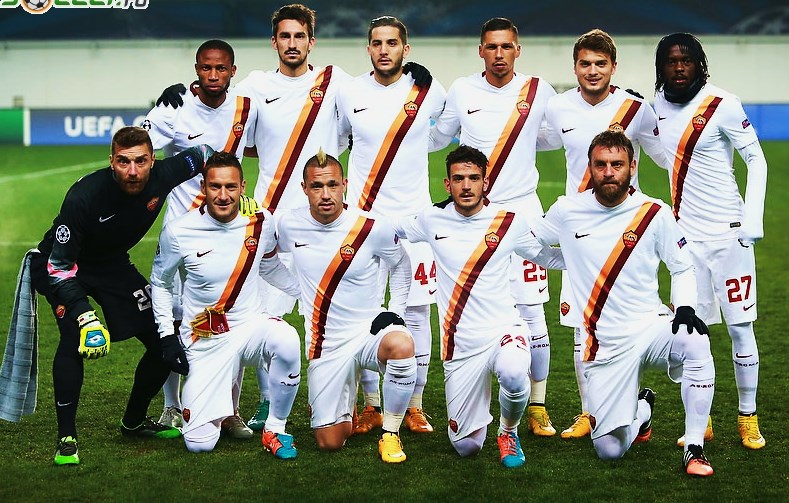
«Рома» у сезоні 2014/15

12 червня 2013 року керівництво «Роми» оголосило про те, що новим головним тренером римського клубу стане Руді Гарсія. В команду приходять Адем Ляїч з «Фіорентини» за 11 млн євро, Жервіньйо з «Арсеналу» за 8 млн, Кевін Стротман з ПСВ за 17 млн, Мехді Бенатія з «Удінезе» за 13,5 млн. Новий тренер заявив, що мета «Роми» — фінішувати в п'ятірці. Втім сезон для команди почався дуже вдало — в перших 10 турах римляни здобули 10 перемог і тим самим встановили рекорд першості за кількістю перемог на старті сезону, однак починаючи з 13 туру клуб опустився на друге місце і на ньому закінчив сезон. Влітку 2014 року «Рома» зміцнилася, підписавши контракти з Ешлі Коулом і Сейду Кейта, а також оформивши трансфери Хуана Ітурбе з «Верони» за 22 млн євро і Костаса Маноласа з Олімпіакоса за 13 млн євро, і викупила у «Кальярі» права на Раджу Наїнгголана, всього в літнє міжсезоння витративши на трансфери 60 млн євро. Підійшовши до зимової перерви знову на 2 місці в чемпіонаті Італії «Рома» не змогла вийти в плей-фф Ліги Чемпіонів і здійснила ряд трансферів, відновивши свою лінію нападу, за Сейду Думбія «Рома» заплатила ЦСКА 14,4 млн євро і взяла Віктора Ібарбо в оренду з «Кальярі», розлучившись з Маттія Дестро (оренда в «Мілан») і Марко Борріелло (трансферу в «Дженоа»).
28 травня 2017 року Франческо Тотті провів свій останній матч у футболці Роми і був введений в зал слави клубу. 30 травня 2017 року прес-служба римського клубу повідомила про припинення співпраці з головним тренером команди Лучано Спаллетті, під керівництвом якого в сезоні 2016/17 «Рома» зайняла в чемпіонаті Італії друге місце.
12 червня 2017 року прес-служба римського клубу повідомила про призначення на пост головного тренера «Роми» колишнього наставника «Сассуоло» Еусебіо Ді Франческо, який грав на межі тисячоліть у складі «джалороссі» і виграв з нею третє скудетто.

## Досягнення

### Національні титули

Результати «Роми» у Серії А

- Чемпіонат Італії (Серія A):
  -  Чемпіон (3): 1941/42; 1982/83; 2000/01
  -  Віце-чемпіон (13): 1930/31; 1935/36; 1980/81; 1983/84; 1985/86; 2001/02; 2003/04; 2006/07; 2007/08; 2009/10; 2013/14; 2014/15; 2016/17
  -  Бронзовий призер (7): 1928/29; 1931/32; 1954/55; 1974/75; 1981/82; 1987/88; 2015/16

- Кубок Італії:
  -  Володар Кубка (9): 1963/64, 1968/69, 1979/80, 1980/81, 1983/84, 1985/86, 1990/91, 2006/07, 2007/08
  -  Фіналіст Кубка (8): 1936/37, 1940/41, 1992/93, 2002/03, 2004/05, 2005/06, 2009/10, 2012/13

- Суперкубок Італії:
  -  Володар Суперкубка (2): 2001, 2007
  -  Фіналіст Суперкубка (4): 1991, 2006, 2008, 2010

- Серія B:
  -  Переможець: 1951/52

- Кубок КОНІ:
  - Переможець: 1928

### Міжнародні титули
Ліга конференцій
- Переможець: 2021/22

 Кубок європейських чемпіонів
- Фіналіст: 1983/84

 Ліга Європи УЄФА / Кубок УЄФА
- Фіналіст (2): 1990/91, 2022/23

 Кубок володарів кубків
- Півфіналіст: 1969/70

 Кубок ярмарків
- Володар: 1960/61

Англо-італійський кубок
- Володар: 1972

Малий Кубок світу
- Фіналіст: 1953

### Юнацькі змагання
- Молодіжний Чемпіонат Італії
  -  Переможці (7): 1972\73, 1973\74, 1977\78, 1983\84, 1989\90, 2004\05, 2010\11

- Молодіжний Кубок Італії
  -  Володар (4): 1973\74, 1974\75, 1993\94, 2011\12

- Молодіжний Суперкубок Італії
  -  Володар: 2012

- Кубок Віареджо
  -  Володар (3): 1981, 1983, 1991

- Молодіжний кубок ФІФА
  -  Володар (2): 1980, 2003

- Національний чемпіонат Студенти
  -  Чемпіон (5): 1980\81, 1982\83, 1992\93, 1998\99, 2009\10

- Національний Юніорський чемпіонат
  -  Чемпіон (5): 1986\87, 1995\96, 1998\99, 2006\07, 2013\14

## Статистика
Станом на 23 грудня 2020 року
| Турнір                         | М    | В    | Н    | П    | МЗ   | МП   |
| ------------------------------ | ---- | ---- | ---- | ---- | ---- | ---- |
| Серія A                        | 2938 | 1240 | 878  | 820  | 4330 | 3324 |
| Серія B                        | 38   | 22   | 9    | 7    | 62   | 24   |
| Кубок Італії                   | 338  | 178  | 74   | 86   | 555  | 355  |
| Суперкубок Італії              | 6    | 2    | 1    | 3    | 10   | 10   |
| Кубок чемпіонів/Ліга чемпіонів | 111  | 41   | 27   | 43   | 148  | 161  |
| Кубок Кубків                   | 28   | 12   | 8    | 8    | 33   | 23   |
| Кубок УЄФА/Ліга Європи         | 137  | 72   | 27   | 38   | 240  | 134  |
| Кубок Центральної Європи       | 10   | 3    | 2    | 5    | 16   | 25   |
| Кубок ярмарків                 | 38   | 19   | 9    | 10   | 71   | 47   |
| Кубок Мітропи                  | 5    | 1    | 1    | 3    | 7    | 12   |
| TOTALE                         | 3649 | 1590 | 1036 | 1023 | 5472 | 4115 |

### Чемпіонат Італії
| Рівень | Назва                 | Сезонів | Дебют     | Останній сезон | Разом |
| ------ | --------------------- | ------- | --------- | -------------- | ----- |
| 1º     | Національний дивізіон | 3       | 1927-1928 | 1945-1946      | 91    |
| 1º     | Серія А               | 88      | 1929-1930 | 2020-2021      | 91    |
| 2º     | Серія В               | 1       | 1951-1952 | 1951-1952      | 1     |

### Кубки
| Турнір            | Сезонів | Дебют     | Останній сезон | Разом |
| ----------------- | ------- | --------- | -------------- | ----- |
| Кубок Італії      | 75      | 1935-1936 | 2023-2024      | 75    |
| Суперкубок Італії | 6       | 1991      | 2010           | 6     |
| Кубок чемпіонів   | 1       | 1983-1984 | 1983-1984      | 13    |
| Ліга чемпіонів    | 12      | 2001-2002 | 2018-2019      | 13    |
| Кубок УЄФА        | 12      | 1975-1976 | 2005-2006      | 22    |
| Ліга Європи       | 10      | 2009-2010 | 2023-2024      | 22    |
| Кубок кубків      | 6       | 1969-1970 | 1991-1992      | 6     |
| Кубок ярмарків    | 7       | 1958-1960 | 1965-1966      | 7     |

### Кубок Мітропи
| Сезони | Матчі | Перемоги | Нічиї | Поразки | Різниця м'ячів |
| ------ | ----- | -------- | ----- | ------- | -------------- |
| 3      | 10    | 3        | 2     | 5       | 15 — 25        |

| Сезони | Матчі | Перемоги | Нічиї | Поразки | Різниця м'ячів |
| ------ | ----- | -------- | ----- | ------- | -------------- |
| 2      | 4     | 1        | 0     | 3       | 6 — 11         |

Футболісти, що зіграли найбільше матчів у складі «Роми» в Кубку Мітропи в 1927—1940 роках.
| №     | Ім'я               | Позиція     | Роки виступів | У складі «Роми» |   |
| Матчі | Голи               |             |               |                 |   |
| ----- | ------------------ | ----------- | ------------- | --------------- | - |
| 1     | Фульвіо Бернардіні | Півзахисник | 1931—1936     | 10              | 0 |
| 2     | Гвідо Мазетті      | Воротар     | 1931—1936     | 7               | 0 |
| 3-5   | Еральдо Мондзельйо | Захисник    | 1935—1936     | 6               | 0 |
| 3-5   | Ренато Каттанео    | Півзахисник | 1935—1936     | 6               | 1 |
| 3-5   | Ернесто Томазі     | Захисник    | 1935—1936     | 6               | 0 |

Футболісти, що забили найбільше голів у складі «Роми» в Кубку Мітропи в 1927—1940 роках.
| №    | Ім'я               | Позиція  | Роки виступів | В складі «Роми» |   |
| Голи | Матчі              |          |               |                 |   |
| ---- | ------------------ | -------- | ------------- | --------------- | - |
| 1    | Родольфо Волк      | Нападник | 1931          | 3               | 4 |
| 2-4  | Алехандро Скопеллі | Нападник | 1935          | 2               | 2 |
| 2-4  | П'єтро Серантоні   | Нападник | 1936          | 2               | 4 |
| 2-4  | Данте Ді Бенедетті | Нападник | 1936          | 2               | 4 |

## Склад команди
Станом на 1 травня 2025
| №  | Поз. | Нац.              | Гравець                      |
| -- | ---- | ----------------- | ---------------------------- |
| 2  | ЗХ   | Нідерланди        | Девайн Ренч                  |
| 3  | ЗХ   | Іспанія           | Анхеліньйо                   |
| 4  | ПЗ   | Італія            | Браян Крістанте              |
| 5  | ЗХ   | Кот-д'Івуар       | Еван Ндіка                   |
| 7  | ПЗ   | Італія            | Лоренцо Пеллегріні (капітан) |
| 11 | НП   | Україна           | Артем Довбик                 |
| 12 | ЗХ   | Саудівська Аравія | Сауд Абдулхамід              |
| 14 | НП   | Узбекистан        | Ельдор Шомуродов             |
| 15 | ЗХ   | Німеччина         | Матс Гуммельс                |
| 16 | ПЗ   | Аргентина         | Леандро Паредес              |
| 17 | ПЗ   | Франція           | Куадіо Коне                  |
| 18 | НП   | Аргентина         | Матіас Суле                  |
| 19 | ЗХ   | Туреччина         | Зекі Челік                   |

| №  | Поз. | Нац.       | Гравець            |
| -- | ---- | ---------- | ------------------ |
| 21 | НП   | Аргентина  | Пауло Дибала       |
| 23 | ЗХ   | Італія     | Джанлука Манчіні   |
| 25 | ЗХ   | Данія      | Віктор Нельссон    |
| 27 | ПЗ   | Франція    | Люка Гурна-Дуат    |
| 34 | ЗХ   | Нідерланди | Анасс Салах-Еддін  |
| 35 | НП   | Італія     | Томмазо Бальданці  |
| 56 | ПЗ   | Бельгія    | Алексіс Салемакерс |
| 61 | ПЗ   | Італія     | Нікколо Пізіллі    |
| 66 | ЗХ   | Іспанія    | Буба Сангаре       |
| 89 | ВР   | Італія     | Ренато Марін       |
| 92 | НП   | Італія     | Стефан Ель-Шаараві |
| 95 | ВР   | Італія     | П'єрлуїджі Голліні |
| 99 | ВР   | Сербія     | Міле Свілар        |

### Закріплені номери
- № 6 —  Алдаїр (номер був закріплений з 2003 по 2013 рік)
- № 10 —  Франческо Тотті

## Зала слави
7 жовтня 2012 року офіційно був представлений зал слави клубу «Рома», який складався з 11 гравців, до яких в наступні роки було додано ще 17.
2012
- Франко Танкреді (1977–1990)
- Кафу (1997–2003)
- Джакомо Лозі (1954–1969)
- Алдаїр (1990–2003)
- Франческо Рокка (1972–1981)
- Фульвіо Бернардіні (1928–1939)
- Агостіно Ді Бартоломеї (1972–1975, 1976–1984)
- Фалькао (1980–1985)
- Бруно Конті (1973–75, 1976–78, 1979–91)
- Роберто Пруццо (1978–1988)
- Амедео Амадеї (1936–1938, 1939–1948)

2013
- Аттіліо Ферраріс (1927–1934, 1938–1939)
- Себастьяно Нела (1981–1992)
- Джузеппе Джанніні (1981–1996)
- Вінченцо Монтелла (1999–2009)

2014
- Альсідес Гіджа (1953–1961)
- Карло Анчелотті (1979–1987)
- Руді Феллер (1987–1992)
- Венсан Кандела (1997–2005)

2015
- Даміано Томмазі (1996–2006)
- Серджіо Сантаріні (1968–1981)
- Гвідо Мазетті (1930–1943)
- Габрієль Батістута (2000–2003)

2016
- Джорджо Карпі (1927–1936)
- Аркадіо Вентурі (1948–1957)
- Джанкарло Де Сісті (1960–1965, 1974–1979)
- Тоніньйо Серезо (1983–1986)

2017
- Франческо Тотті (1992–2017)

### Капітани
| - Аттіліо Ферраріс (1927–1934) - Фульвіо Бернардіні (1934–1939) - Гвідо Мазетті (1939–1943) - Амедео Амадеї (1943–1948) - Серджіо Андреоллі (1948–1950) - Армандо Тре Ре (1950–1953) - Аркадіо Вентурі (1953–1957) - Альсідес Гіджа (1957–1958) - Еджідіо Гуарначчі (1958–1959) - Джакомо Лозі (1959–1968) - Хоакін Пейро (1968–1970) - Луїс дель Соль (1970–1972) | - Франко Кордова (1972–1976) - Серджіо Сантаріні (1976–1980) - Агостіно Ді Бартоломеї (1980–1984) - Бруно Конті (1984–1985) - Карло Анчелотті (1985–1987) - Джузеппе Джанніні (1987–1996) - Амедео Карбоні (1996–1997) - Абель Бальбо (1997–1998) - Алдаїр (1998–1999) - Франческо Тотті (1999–2017) - Данієле Де Россі (2017–2019) - Алессандро Флоренці (2019–2020) |

### Переможці найбільших міжнародних змагань

#### Чемпіони Світу
| - Аттіліо Ферраріс (1934) - Енріке Гвайта (1934) - Гвідо Мазетті (1934,1938) - Альдо Донаті (1938) - Еральдо Мондзельйо (1938) - П'єтро Серантоні (1938) - Бруно Конті (1982) | - Томас Бертольд (1990) - Руді Феллер (1990) - Алдаїр (1994) - Венсан Кандела (1998) - Кафу (2002) - Даніеле Де Россі (2006) - Франческо Тотті (2006) - Сімоне Перротта (2006) - Пауло Дибала (2022) |

#### Чемпіони Європи
- Венсан Кандела (2000)
- Траянос Деллас (2006)
- Леонардо Спінаццола (2020)
- Браян Крістанте (2020)

### Рекордсмени клубу

#### Рекордсмени за кількістю матчів за клуб
- 786  Франческо Тотті 1992–2017
- 561  Даніеле Де Россі 2001–2019
- 455  Джакомо Лозі 1954–1969
- 437  Джузеппе Джанніні 1981–1996
- 436  Алдаїр 1990–2003

#### Рекордсмени за кількістю голів за клуб
- 307  Франческо Тотті 1992–2017
- 138  Роберто Пруццо 1978–1988
- 111  Амедео Амадеї 1936–1938, 1939–1948
- 106  Родольфо Волк 1928–1933
- 104  Педро Манфредіні 1959–1965

## Головні тренери і президенти

### Список головних тренерів
| Ім'я                 | Національність              | Період роботи | Досягнення |
| -------------------- | --------------------------- | ------------- | --- |
| Вільям Гарбатт       | Англія                      | 1927-1929     | 3-е місце Серія А |
| Гвідо Баккані        | Італія                      | 1929          | - |
| Герберт Берджесс     | Англія                      | 1929-1931     | Віце-чемпіон, 3-е місце Серія А                                                                                                  |
| Ласло Баар           | Угорщина                    | 1931-1932     | - |
| Лайош Ковач          | Угорщина                    | 1932-1933     | - |
| Луїджі Барбезіно     | Італія                      | 1933-1937     | Віце-чемпіон Серії А Фіналіст Кубку Італії                                                                                       |
| Гвідо Ара            | Італія                      | 1937-1940     | - |
| Альфред Шаффер       | Угорщина                    | 1940-1942     | Чемпіон Серії А Фіналіст Кубку Італії                                                                                            |
| Геза Кертес          | Угорщина                    | 1942-1943     | - |
| Гвідо Мазетті        | Італія                      | 1943-1945     | - |
| Джованні Деньї       | Італія                      | 1945-1947     | - |
| Імре Шенкей          | Угорщина                    | 1947-1948     | - |
| Луїджі Брунелла      | Італія                      | 1948-1949     | - |
| Фульвіо Бернардіні   | Італія                      | 1949-1950     | - |
| Луїджі Брунелла      | Італія                      | 1950          | - |
| Адольфо Балонч'єрі   | Італія                      | 1950          | - |
| П'єтро Серантоні     | Італія                      | 1950-1951     | - |
| Гвідо Мазетті        | Італія                      | 1951          | - |
| Джузеппе Віані       | Італія                      | 1951-1952     | Чемпіон Серії B Фіналіст Малого Кубка світу                                                                                      |
| Маріо Варльєн        | Італія                      | 1952-1953     | - |
| Джесс Карвер         | Англія                      | 1953-1955     | Віце-чемпіон Серія А |
| Дьєрдь Шароші        | Угорщина                    | 1955-1957     | - |
| Гвідо Мазетті        | Італія                      | 1957          | - |
| Алек Сток            | Англія                      | 1957          | - |
| Гуннар Нордаль       | Швеція                      | 1957-1958     | - |
| Дьєрдь Шароші        | Угорщина                    | 1958-1959     | - |
| Гуннар Нордаль       | Швеція                      | 1959          | - |
| Альфредо Фоні        | Італія                      | 1960-1961     | Володар Кубка Ярмарок |
| Луїс Карнілья        | Аргентина                   | 1961-1962     | - |
| Альфредо Фоні        | Італія                      | 1962-1963     | - |
| Наїм Кріезіу         | Албанія                     | 1963          | - |
| Луїс Міро            | Іспанія                     | 1963-1964     | Володар Кубку Італії |
| Хуан Карлос Лоренсо  | Аргентина                   | 1964-1965     | - |
| Оронцо Пульєзе       | Італія                      | 1965-1968     | - |
| Еленіо Еррера        | Аргентина                   | 1968-1973     | Володар Кубку Італії Володар Англо-італійського кубка                                                                            |
| Лучано Тессарі       | Італія                      | 1971          | - |
| Тоніно Требічяні     | Італія                      | 1973          | - |
| Манліо Скопіно       | Італія                      | 1973          | - |
| Нільс Лідхольм       | Швеція                      | 1973-1977     | 3-е місце Серія А |
| Густаво Джаньйоні    | Італія                      | 1977-1978     | - |
| Ферруччо Валькареджі | Італія                      | 1978-1979     | - |
| Нільс Лідхольм       | Швеція                      | 1979-1984     | Чемпіон, Віце-чемпіон (2), 3-е місце Серія А Володар Кубку Італії (2) Фіналіст Ліги Чемпіонів                                    |
| Свен-Йоран Ерікссон  | Швеція                      | 1984-1986     | Віце-чемпіон Серії А Володар Кубку Італії                                                                                        |
| Анджело Сормані      | Італія                      | 1987          | - |
| Нільс Лідхольм       | Швеція                      | 1987-1989     | 3-е місце Серія А |
| Лучано Спінозі       | Італія                      | 1989          | - |
| Нільс Лідхольм       | Швеція                      | 1989          | |
| Луїджі Радіче        | Італія                      | 1989-1990     | - |
| Оттавіо Б'янкі       | Італія                      | 1990-1992     | Володар Кубку Італії Фіналіст Суперкубка Італії Фіналіст Кубка УЄФА                                                              |
| Вуядин Бошков        | Союзна Республіка Югославія | 1992-1993     | Фіналіст Кубку Італії |
| Карло Маццоне        | Італія                      | 1993-1996     | - |
| Карлос Б'янкі        | Аргентина                   | 1996-1997     | - |
| Нільс Лідхольм       | Швеція                      | 1997          | - |
| Еціо Селла           | Італія                      | 1997          | - |
| Зденек Земан         | Чехія                       | 1997-1999     | - |
| Фабіо Капелло        | Італія                      | 1999-2004     | Чемпіон, Віце-чемпіон (2) Серії А Фіналіст Кубку Італії Володар Суперкубка Італії                                                |
| Чезаре Пранделлі     | Італія                      | 2004          | - |
| Руді Феллер          | Німеччина                   | 2004          | - |
| Еціо Селла           | Італія                      | 2004          | - |
| Луїджі Дельнері      | Італія                      | 2004-2005     | Фіналіст Кубку Італії |
| Бруно Конті          | Італія                      | 2005          | - |
| Лучано Спаллетті     | Італія                      | 2005-2009     | Віце-чемпіон (2) Серії А Володар Кубку Італії (2) Фіналіст Кубку Італії Володар Суперкубка Італії Фіналіст Суперкубка Італії (2) |
| Клаудіо Раньєрі      | Італія                      | 2009-2011     | Віце-чемпіон Серії А Фіналіст Кубку Італії Фіналіст Суперкубка Італії                                                            |
| Вінченцо Монтелла    | Італія                      | 2011          | - |
| Луїс Енріке          | Іспанія                     | 2011-2012     | - |
| Зденек Земан         | Чехія                       | 2012-2013     | - |
| Ауреліо Андреацоллі  | Італія                      | 2013          | Фіналіст Кубку Італії |
| Руді Гарсія          | Франція                     | 2013-2016     | Віце-чемпіон (2) Серії А |
| Лучано Спаллетті     | Італія                      | 2016-2017     | Віце-чемпіон Серії А 3-е місце Серія А                                                                                           |
| Еусебіо Ді Франческо | Італія                      | 2017-2019     | |
| Клаудіо Раньєрі      | Італія                      | 2019          | |
| Паулу Фонсека        | Португалія                  | 2019-2021     | |
| Жозе Моурінью        | Португалія                  | 2021-2024     | Володар Ліги конференцій |
| Даніеле Де Россі     | Італія                      | 2024-         | |

### Список президентів клубу
| Період    | Ім'я                     |
| --------- | ------------------------ |
| 1927-1928 | Італо Фоскі              |
| 1928-1935 | Ренато Сачердоті         |
| 1935-1936 | Вітторіо Скіалоя         |
| 1936-1941 | Іджино Бетті             |
| 1941-1943 | Едгардо Баццині          |
| 1943-1949 | П'єтро Бальдассарре      |
| 1949-1951 | П'єр Карло Рестаньйо     |
| 1951-1952 | Ромоло Васеллі           |
| 1952-1958 | Ренато Сачердоті         |
| 1958-1962 | Анаклето Джані           |
| 1962-1965 | Франческо Маріні-Деттіна |
| 1965-1968 | Франко Еванджелісті      |
| 1968-1969 | Франческо Рануччі        |
| 1969-1971 | Альваро Маркіні          |
| 1971-1979 | Гаетано Анцалоне         |
| 1979-1991 | Діно Віола               |
| 1991-1993 | Джузеппе Чаррапіко       |
| 1993      | Чіро Ді Мартіно          |
| 1993-2008 | Франко Сенсі             |
| 2008-2011 | Розелла Сенсі            |
| 2011-2012 | Томас Ді Бенедетто       |
| 2012-     | Джеймс Паллотта          |

## Спонсори
| Період    | Постачальник форми | Титульний спонсор             |
| --------- | ------------------ | ----------------------------- |
| 1927–1970 | немає              | немає                         |
| 1970–1977 | Lacoste            | немає                         |
| 1977–1979 | Adidas             | немає                         |
| 1979–1980 | Pouchain           | немає                         |
| 1980–1982 | Playground         | немає                         |
| 1982–1984 | Patrick            | Barilla                       |
| 1984–1986 | Kappa              | Barilla                       |
| 1986–1991 | NR                 | Barilla                       |
| 1991–1994 | Adidas             | Barilla                       |
| 1994–1997 | Asics              | Nuova Tirrena\INA Assitalia   |
| 1997–2000 | Diadora            | INA Assitalia                 |
| 2000–2003 | Kappa              | INA Assitalia                 |
| 2003–2007 | Diadora            | Mazda\Banca Italease          |
| 2007–2013 | Kappa              | Wind                          |
| 2013–2014 | немає              | немає                         |
| 2014–2018 | Nike               | немає                         |
| 2018–2021 | Nike               | Qatar Airways                 |
| 2021-2023 | New Balance        | digitalbits                   |
| 2023-     | Adidas             | Auberge Resorts/Riyadh Season |

## Стадіони

«Стадіо Олімпіко» під час матчу «Роми»

- 1927—1929 — «Мотовелодромо Аппіо»
- 1929—1941 — «Кампо Тестаччо»
- 1941—1953 — «Націонале»
- 1953—1989 — «Стадіо Олімпіко»
- 1989 — «Стадіо Фламініо» (у зв'язку з ремонтними роботами на Олімпійському стадіоні через світовий футбольний чемпіонат 1990 року)
- 1990—донині — знову «Стадіо Олімпіко»
- У 2012 році президент клубу Джеймс Паллотта оголосив про будівництво нового стадіону «Стадіо делла Рома» на території колишнього іподрому «Тор де Валле» в однойменному районі Рима. Арену на 60 000 глядачів планується відкрити до 2020 року.

## Кольори, символи, фанати

### Кольори
Командні кольори «Роми» золотисто-жовтий і пурпурно-червоний (криваво-червоний), також це офіційні кольори міста Риму. Протягом всієї історії клубу форма зазнала ряд змін. Іноді на формі був світліший червоний (1960—1963, 2009—2012), або більш блискучий жовтий (1983—1984, 1992). Спочатку шорти були білими, але білий колір був замінений чорним в 1951 році, і початковий колір повернувся лише в 1998 році. Спочатку шкарпетки були чорні, але вони були замінені на червоний колір з жовтою смужкою. Такі шкарпетки використовувалися з 1951 року, крім 1954 і 1998—2012 років.

### Символи
Нинішній логотип це видозмінений перший логотип «Роми». У 1978 році був створений новий логотип, щоб створити бренд, який буде пов'язаний з продуктами клубу. На гербі зображено вовчиця з червоним оком. Герб був офіційним з 1978 по 1997, потім був замінений на видозмінений перший логотип «Роми». Він був офіційний з 1997 по 2013 рік. На ньому зображена вовчиця, що годує двох немовлят, за легендою ці немовлята засновники Риму, Ромул і Рем. У 2007 році, на 80-річчя клубу був створений святковий герб. На ньому зображено серце, а в ньому написано «AS Roma, 1927—2007». У 2013 році новий президент клубу Джеймс Паллотта представив новий логотип клубу. Він відрізняється зникненням вензелі «ASR», який був замінений на напис «Roma». Образ вовчиці і близнюків змінив колір з чорного на сріблястий.

Логотип «Роми» у 1930-ті—1934-ті роки
Логотип «Роми» у 1937-ті—1942-ті роки
Логотип «Роми» у 1942-ті—1945-ті роки («lupetto»)
Логотип «Роми» з 1997 до травня 2013 року
Логотип «Роми» з травня 2013 року

#### Талісман
Талісманом клубу є вовк, з нашивкою на футболці цифр «753», які символізують рік заснування Риму.

### Фанати

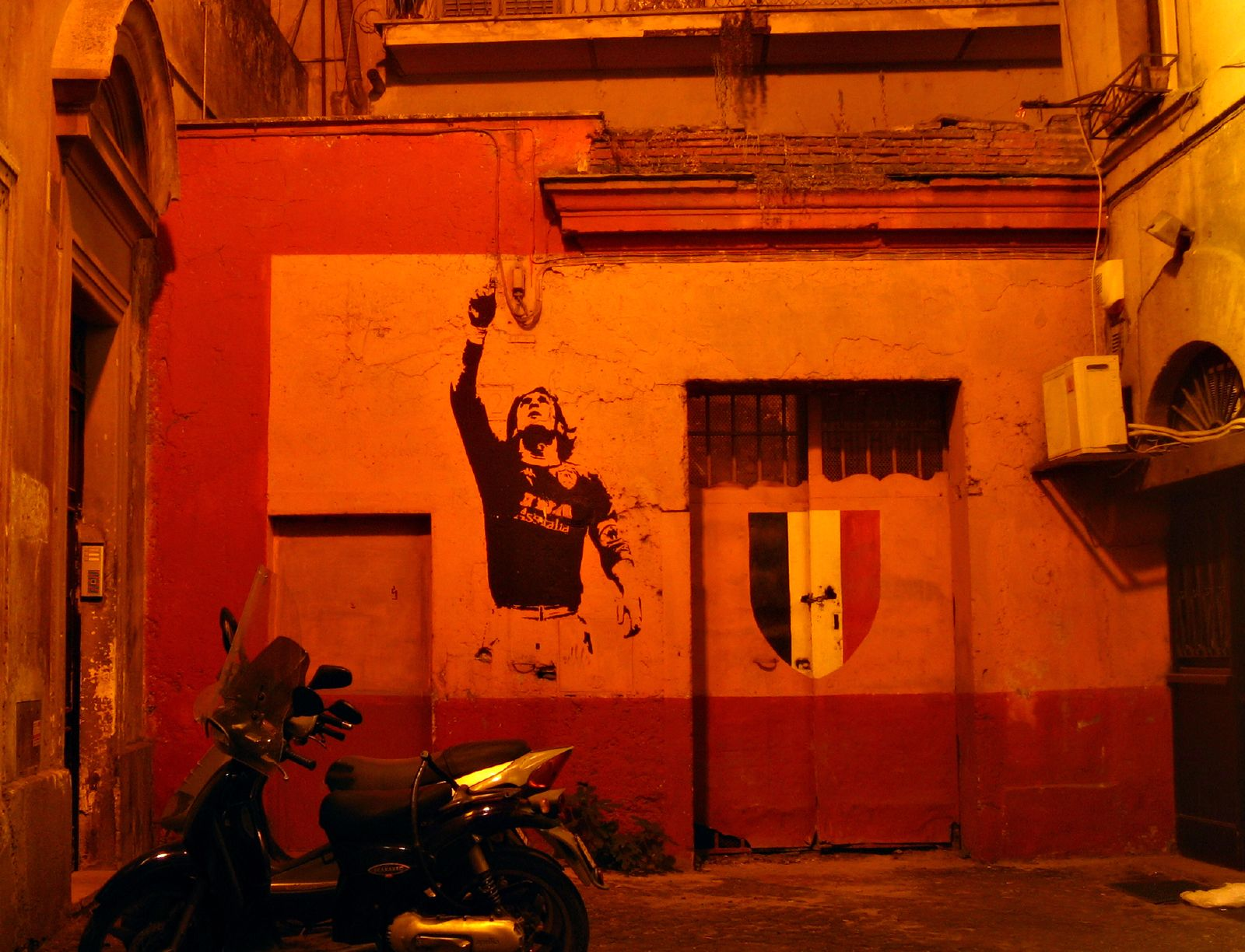
Картина на стіні будинку з нагоди завоювання «Ромою» скудетто

Згідно з опитуванням, проведеним Demos & Pi у вересні 2012 року і опублікованій в газеті La Repubblica, за «Рому» вболіває 7,3 % італійських уболівальників. Більшість уболівальників живуть в центрі Італії. Найвідоміше фанатське угруповання «Роми» — «Curva Sud». До 1987 року воно було одним з найсильніших угруповань футбольних вболівальників. У 1999 році членів угруповання «Curva Sud» стає менше. Її витісняє інше угруповання «Roma Ultras».

#### Суперництво
Головним і непримиренним суперником «Роми» є «Лаціо», з яким вони ділять Олімпійський стадіон. Їхні матчі іменуються «Римським дербі» або «Derby della Capitale». Матчі між ними є одним з найбільш гарячих і емоційних футбольних протистоянь у світі. Під час матчів на стадіоні та за його межами нерідко відбуваються спалахи насильства. Найвідоміший приклад — смерть фаната «Лаціо» Вінченцо Папареллі в сезоні 1979/80 в результаті пострілу з ракетниці з боку фанатів «Роми» з угрупування «Curva Sud», а також скасування гри 21 березня 2004 року, коли необґрунтовані чутки про смерть одного з уболівальників «жовто-червоних» на трибуні, привели до заворушень за межами стадіону.
Також відомо протистояння з «Наполі», відоме під назвою «Derby del Sole» (сонячне дербі). Два міста знаходяться в безпосередній близькості один від одного, а клуби є найбільш успішними в Центральній і Південній Італії. Також є розбіжності з командами «Катанія» (після перемоги «Роми» над сицилійським клубом з рахунком 7:0) та «Сієна» (між «джаллороссі» і «б'янчонеррі» з'явилася ворожнеча, після двох скасованих ігор, коли вболівальники клубів викидали на поле димові шашки, деякі футболісти отримали поранення).
Вболівальники «Роми» підтримують дружні зв'язки з грецькою командою «Панатінаїкос».

## Гімн клубу
Офіційний гімн, слова Антонело Вендеті і Серджіо Бардотті, музика Антонелло Вендетті і Гьямпейро Скаламонга, більш відомий під сценічним ім'ям «гепи і гепи». Версія гімну відеоформаті на YouTube.

## Економіка
У 1999 році, в період президентства Франко Сенсі, «Рома» стала акціонерним товариством. З 2004 по 2011 рік акції «Роми» були розподілені між «Compagnia Italpetroli SpA», який володіла 67,1 %, і іншими акціонерами, які володіють іншими 32,9 %. Поряд з «Ювентусом» та «Лаціо» «Рома» є одним з усього лише трьох італійських клубів, представлених на Італійській фондовій біржі. Згідно з рейтингом «Deloitte Football Money League» у сезоні 2010/11 «Рома» була 15-м клубом у світі за рівнем заробітків (143,500 000 млн. €). Станом на 7 травня 2014 року, «Рома» перебувала на 19-му місці серед найбагатших футбольних клубів світу, за версією журналу «Forbes». 17 серпня 2008 року голова і власник клубу Франко Сенсі помер після тривалої хвороби, місце голови клубу зайняла його дочка Розелла.
У сезоні 2004/05 чистий прибуток «Роми» склав € 10 091 689, а в наступному сезоні € 804 285 в сезоні 2005/06. У сезоні 2006/07 був змінений обліковий метод МСФЗ, внаслідок чого результат сезону 2005/06 був перекласифікований у чистий збиток у розмірі € 4 051 905, а в сезоні 2006/07 чистий дохід склав € 10 135 539. У сезоні 2007/08 «Рома» зробила чистий прибуток у розмірі € 18 699 219. У сезоні 2009/2010 фінансові результати виявилися негативними: клуб витратив на 21,8 млн євро більше, ніж заробив. При цьому витрати зросли на 3,1 %, а доходи скоротилися на 14,8 % порівняно з минулим роком.
У сезоні 2010/11 збитки клубу склали € 30 млн. На посаду президента був затверджений новий власник клубу Томас ді Бенедетто, також були обрані члени ради директорів. Вісім місць у ньому отримали представники американського консорціуму, який купив «Рому» у Сенсі, а п'ять місць дісталися банку UniCredit, в рахунок погашення боргів перед яким колишні власники виставили футбольний клуб на продаж.